# سارة آرونسون
سارة آرونسون Sarah Aaronsohn (1890-1917) صهيونية كانت تعمل في شبكة جواسيس يهود تسمى "نيلي"، تعمل لحساب المخابرات البريطانية في الحرب العالمية الأولى، وهي أخت عالم النبات والصهيوني آرون آرونسون، وتسمى أحيانًا "بطلة نيلي"، تقول سارة أنها شهدت بعينيها مشاهد من الإبادة الجماعية للأرمن على يد الأتراك، ووصفت رؤيتها لمئات من الجثث من الرجال والنساء والأطفال. ويقول حاييم هرتسوغ أنها قررت منذ ذلك الوقت مساعدة الإنجليز في حربهم ضد العثمانيين، وقد شكلت سارة وإخوتها وصديقهم أفشالوم فاينبيرغ شبكة جاسوسية باسم "نيلي"، قامت بعمليات تجسس، وسربت معلومات إلى الخارج إلى الإنجليز، أحيانًا كانوا يسافرون في مناطق أخرى تابعة للعثمانيين خارج فلسطين، وكانوا ينقلون المعلومات إلى الإنجليز في مصر، وفي سبتمبر 1917 أمسك العثمانيون بإحدى حمامات الزاجل وفي رجلها رسالة إلى البريطانيين، ونجحوا في فك شفرة نيلي وألقوا القبض على عدد كبير من الناس منهم سارة، وبعد أربعة أيام من التحقيق معها قامت بإطلاق الرصاص على نفسها، وفي آخر رسالة لها أعربت عن أملها، في أن تكون نيلي قد أدت دورًا في تحقيق قيام الوطن اليهودي القومي في أرض فلسطين.